# Romário
Romário de Souza Faria (bolje znan kot Romário), brazilski nogometaš in trener, * 29. januar 1966, Rio de Janeiro.
Sodeloval je na nogometnemu delu poletnih olimpijskih iger leta 1988.